# Tom Becker (personaggio)
Tom Becker (岬 太郎?, Misaki Tarō) è un personaggio del manga Capitan Tsubasa, creato da Yōichi Takahashi. Egli appare inoltre in numerosi manga sequel e nelle serie televisive anime tratte dai fumetti, meglio conosciute in italiano come Holly e Benji. Nella versione italiana degli anime il suo nome è stato anglicizzato in Tom Becker, mentre nell'edizione manga è stato mantenuto l'originale giapponese Taro Misaki.
Gioca con la maglia numero 11 ed è un giocatore dotato di grande fantasia e di un ottimo dribbling; solitamente gioca nel ruolo di ala destra.

## Descrizione
Tom Becker è un giocatore dotato di grande fantasia e di un ottimo dribbling; solitamente gioca nel ruolo di ala destra. Una forte amicizia e un'intesa quasi perfetta lo legano a Oliver Hutton, tanto che i due sono soprannominati Coppia d'oro (ゴールデン・コンビ?). I due sono inoltre capaci di eseguire due tiri combinati: il primo prende il nome di Twin Shot (ツイン・シュート?) e genera un effetto illusorio, il secondo molto più potente si chiama High Speed Tornado Sky Alpha (ハイスピードトルネードスカイアルファ?). Volendo sa pure giocare con potenza e aggressività, infatti proprio come il suo compagno e rivale Mark Lenders è capace di usare il Straight Line Dribble (直線的ドリブル?).
Tra tutti i calciatori del Giappone è quello che probabilmente più di tutti si avvicina al livello di Oliver Hutton, proprio quest'ultimo ha ammesso che se Tom non fosse stato un suo compagno di squadra, sarebbe diventato il suo rivale più temibile.

## Storia
Tom ha amato il calcio fin da piccolo, il suo grande sogno è sempre stato quello di vincere l'oro olimpico. I suoi genitori si separarono quando era piccolo, e Tom fu affidato al padre pittore, che, in cerca di nuovi paesaggi, si trasferiva continuamente. Giunto con il padre nella città di Fujisawa, conosce Oliver Hutton, con cui forma la coppia d'oro; la loro intesa sul campo è tale che permette alla loro squadra, la New Team, di aggiudicarsi la vittoria al campionato nazionale, superando in finale la Muppet di Mark Lenders. Al termine del campionato si trasferisce in un altro paesino giapponese, promettendo a Holly e ai suoi amici che un giorno avrebbero nuovamente giocato insieme per trascinare il Giappone alla vittoria nella coppa del mondo di calcio.
Qualche mese dopo, come narrato nel one-shot Boku wa Misaki Taro, il padre decide di trasferirsi in Francia e di lasciare il figlio con l'ex moglie, ma il ragazzo sceglie di seguire il padre in Europa. In Francia la sua fama arriva alle orecchie dell'asso francese Pierre Le Blanc, che ansioso d'incontrarlo lo sfida in un uno contro uno finito in parità. Tom viene poi convocato in nazionale, dove ritrova Holly e i suoi compagni. In quel mondiale Tom si dimostra determinante segnando tre gol in quattro partite; uno proprio in semifinale, nella quale il Giappone elimina la Francia del rivale Pierre. Dopo la vittoria del torneo, Tom torna in Giappone e tenta di portare la New Team orfana di Holly alla vittoria del campionato nazionale, ma è sconfitto per tre anni di seguito dalla Toho di Mark Lenders.
In Capitan Tsubasa World Youth, quando alla guida della nazionale subentra il mister Gabriel Gamo, Tom viene escluso in quanto l'allenatore lo ritiene troppo dipendente dal suo partner Holly e non decisivo quando gioca senza di lui. Per ritrovare il proprio equilibrio, Tom parte per un viaggio in giro per il mondo grazie a suo padre che gli ha concesso un libretto di risparmi da spendere a suo piacimento. Viaggiando Tom si è impratichito e ha acquisito nuove tecniche. Torna in nazionale con una nuova fiducia nei suoi mezzi e aiuta la nazionale a vincere la Coppa d'Asia giovanile ottenendo la qualificazione al Mondiale Under-20. A causa di un infortunio causato da un incidente automobilistico per salvare la sua sorellina, purtroppo è costretto a saltare tutto il torneo, ma grazie ad una faticosa terapia e a un recupero record, riesce a disputare gli ultimi 30 minuti della finale col Brasile, risultando determinante ai fini della vittoria.
In Captain Tsubasa Road to 2002, Tom viene acquistato dalla Júbilo Iwata, squadra militante in J-League, la massima divisione del campionato giapponese, dato che ormai era sfumata la sua possibilità di giocare nel Paris Saint-Germain per via dell'infortunio dovuto all'incidente automobilistico, in favore nel nigeriano Ochado. Nella successiva serie Captain Tsubasa Golden 23, Tom viene convocato nella nazionale olimpica giapponese per giocare due amichevoli contro Danimarca e Nigeria. In seguito è uno dei leader della squadra, priva dei giocatori impegnati nei rispettivi club in Europa, nella vittoriosa fase di qualificazione asiatica alle Olimpiadi di Madrid.

### Cronologia squadre
| Arco                                | Squadra              | Squadra       | Torneo                                 | Risultato    |
|                                     | Manga                | Anime         |                                        |              |
| ----------------------------------- | -------------------- | ------------- | -------------------------------------- | ------------ |
| Sfida tra Holly e Benji             | Nankatsu             | Newppy        | Sfida                                  | Parità       |
| Campionato delle elementari         | Nankatsu SC          | New Team      | Campionato Nazionale Scuole Elementari | Vittoria     |
| La grande sfida europea             | -                    | Giappone U-13 | Amichevole                             | Vittoria     |
| La selezione giovanile del Giappone | -                    | Giappone U-13 | Amichevole                             | Vittoria     |
| Torneo di Parigi                    | Giappone U-16        | Giappone U-16 | Mondiale U-16                          | Vittoria     |
| La grande sfida mondiale            | -                    | Giappone U-16 | Torneo U-16                            | Vittoria     |
| World Youth Special                 | Nankatsu High School | -             | Campionato Nazionale Scuole Superiori  | Finalista    |
| World Youth Special                 | Giappone U-19        | Giappone U-19 | Amichevole                             | Vittoria     |
| World Youth                         | Giappone U-19        | Giappone U-19 | Mondiale U-20                          | Vittoria     |
| Road to 2002                        | Júbilo Iwata         | -             | J League                               | Non concluso |
| Germany Dream                       | Giappone             | -             | Amichevole                             | Parità       |
| Golden 23                           | Júbilo Iwata         | -             | J League                               | Non concluso |
| Golden 23                           | Giappone U-22        | -             | Qualificazioni Asia Olimpiadi          | Vittoria     |
| Rising Sun                          | Júbilo Iwata         | -             | J League                               | Vittoria     |
| Rising Sun                          | Giappone Olimpica    | -             | Olimpiadi                              | In corso     |

## Accoglienza e impatto culturale
A fianco ad altri personaggi principali della serie, a Tom Becker è dedicata una statua nel sobborgo di Yotsugi, alle porte di Tokyo, città natale dell'autore Yōichi Takahashi.
Per via del suo affiatamento con Holly, Tom è identificato come il compagno ideale e l'assistman per eccellenza dalle generazioni cresciute con la serie.